# Migas hollowayi
Migas hollowayi är en spindelart som beskrevs av Wilton 1968. Migas hollowayi ingår i släktet Migas och familjen Migidae. Inga underarter finns listade i Catalogue of Life.